# رودراما دوی (فیلم)
رودراما دوی (به هندی: Rudhramadevi) فیلمی محصول سال ۲۰۱۵ و به کارگردانی گونسخوار است. در این فیلم بازیگرانی همچون آنوشکا شتی، آلو آرجون، رانا داگوباتی، ویکرامجت ویرک، کریشنام راجو، پراکاش راج، سومان، نیتیا منن، کاترین ترسا، اولکا گوپتا، همسا ناندینی، راضا مراد ایفای نقش کرده‌اند.